# Hacıahmetler, İvrindi
Hacıahmetler là một xã thuộc huyện İvrindi, tỉnh Balıkesir, Thổ Nhĩ Kỳ. Dân số thời điểm năm 2010 là 228 người.